# Roland Graf von Faber-Castell

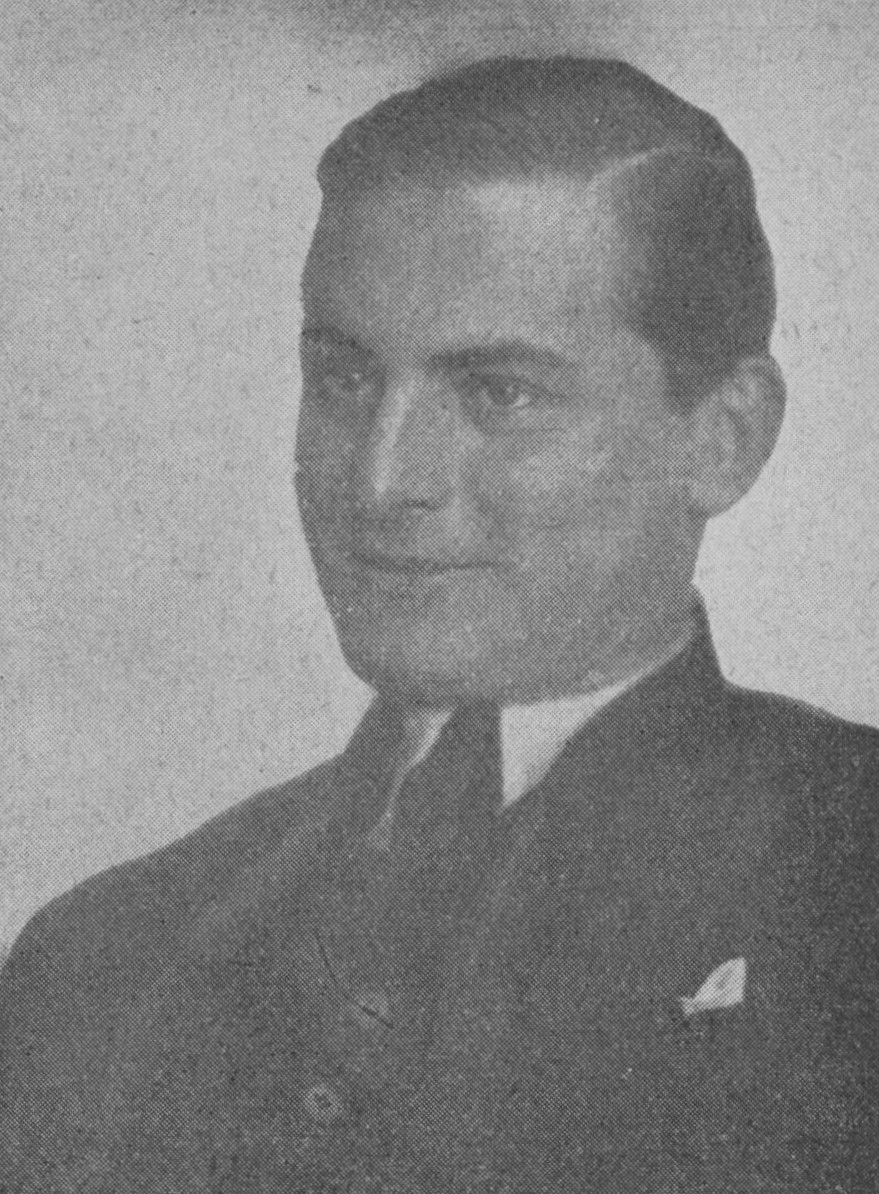
Roland Graf von Faber-Castell, um 1929

Roland Graf von Faber-Castell (* 21. April 1905 in Schwarzenbruck; † 2. Februar 1978 in Ansbach) war ein deutscher Aristokrat und letzter Alleininhaber der Firma Faber-Castell. 

## Leben
Roland von Faber-Castell kam als Sohn von Ottilie Freiin von Faber (1877–1944) und Alexander Graf zu Castell-Rüdenhausen (1866–1928) zur Welt. Er studierte Landwirtschaft an der Landwirtschaftlichen Hochschule Hohenheim, wo er 1926 Mitglied des Corps Suevia und 1930 des Corps Germania wurde. Nach dem Studium war er Fideikommissbesitzer auf Schloss Stein bei Nürnberg und war letzter Alleininhaber der Firma Faber-Castell in Stein bei Nürnberg. Zudem gehörte er mehreren Aufsichtsräten an und war mehrfacher Ehrenbürger.
Faber-Castell war dreimal verheiratet. Aus zweien dieser Ehen gingen insgesamt acht Kinder hervor. Aus erster Ehe mit Alix-May von Frankenberg und Ludwigsdorf, aus der Eigentümerfamilie des Kölner Bankhauses Sal. Oppenheim jr & Cie, entstammt der chinesische Ehrenbürger Hubertus Graf von Faber-Castell. Zwei weitere seiner insgesamt fünf Söhne waren Anton-Wolfgang Graf von Faber-Castell und Christian von Faber-Castell aus seiner zweiten Ehe mit Katharina Sprecher von Bernegg (1917–1994), welche einem alten Schweizer Adelsgeschlecht entstammt. Die zwei unehelichen Töchter während der Ehe von Roland und Nina trugen den Namen Faber-Castell und wuchsen bei der Mutter auf.
Ihr Vater war der Schweizer Milliardär Paul Sacher.

## Auszeichnungen (Auswahl)
- 1962: Bayerischer Verdienstorden[3]
- 1975: Bundesverdienstkreuz 1. Klasse